# Vuga
Vuga ili euroazijska zlatna vuga (lat. Oriolus oriolus) je ptica pjevica i selica srednje veličine iz porodice vuga (Oriolidae). Mužjak je pretežito zlatnožute boje s crnim perjem na krilima i repu te crvenim kljunom, a ženka zelenkastožuta, odozdo sivkasta. Živi po gajevima Europe i Sibira. Hrani se kukcima i voćem. Svija viseće gnijezdo u krošnjama drveća između rašlja grana. Zimi seli u središnju i južnu Afriku.